# Tony Tixier

Tony Tixier

Tony Tixier (geb. am 26. Februar 1986  in Montreuil) ist ein französischer Jazz-Pianist.

## Biografie
Tony Tixier wurde in Montreuil geboren und studierte klassisches Klavier am Conservatoire de Montreuil. Seinen ersten Bühnenauftritt hatte er im Alter von sieben Jahren. Er studierte Chorgesang, klassische Harmonie und Kontrapunkt, Schriftstellerei und Komposition. Er erwarb sein Diplom der 12-jährigen musikalischen Ausbildung (DFE; französisch diplôme de fin d’études) mit Auszeichnung und sein 14-jähriges DFE für klassisches Klavier in der Klasse des Pianisten Pascal Gallet.

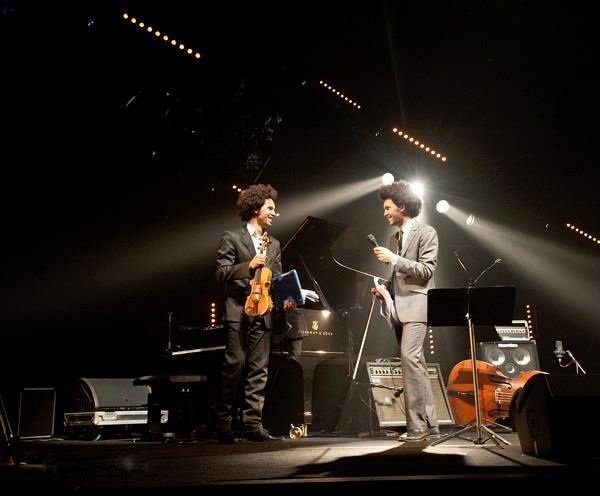
Tony Tixier und Scott Tixier als Vorgruppe von Herbie Hancock und Chris Dave auf dem Festival Jazz en Tête 2012 in Clermont-Ferrand

Tony Tixier trat 2003 als Vorgruppe von Dee Dee Bridgewater, Marcus Miller, McCoy Tyner und Elvin Jones im Rahmen der Enfants du Jazz auf und arbeitete anschließend mit Nicolas Genest, Jérôme Regard und Louis Moutin zusammen.
2005 gründete er mit seinem Zwillingsbruder, dem Violinisten Scott Tixier, die Tixier's Brothers Band mit Nicolas Genest, Yvonnick Prené, Anne Paceo und Joachim Govin. Anschließend war er Mitglied des European Sextet des Saxophonisten Walt Weiskopf und spielt seit 2008 regelmäßig im Trio von Brian Melvin (Schlagzeuger von Jaco Pastorius).
2009 signierte er mit Parallel Worlds sein erstes Album; ein Septett mit kühnen orchestralen Texten, das sich als „Laboratorium von Klängen und Klimazonen“ definiert und sein klares Interesse an Orchestrierung und musikalischer Forschung perfekt illustriert.
Im Jahr 2012 schloss er sich dem Label SpaceTime Record an, für das er mit seinem Quartett, bestehend aus Justin Brown, Logan Richardson und Earl Burniss Travis, das Album Dream Pursuit aufnahm. Das Album wurde vom Jazz Magazine als „Offenbarung“ bezeichnet. Ebenfalls 2012 eröffnete er zusammen mit seinem Zwillingsbruder Scott Tixier, das Festival Jazz En Tete in Clermont-Ferrand für Herbie Hancock.

Tony Tixier beim Sorano Jazz Festival am 24. November 2012 in Vincennes (Frankreich)

2013 gründete er das Kammerensemble Moon Paradox, für das er ein siebensätziges Concertino für Klavier und Streichquintett komponierte, das klassische Werke mit Jazz und zeitgenössischer Musik verbindet. Darüber hinaus führte er eine intensive Konzerttätigkeit in Frankreich und im Ausland. 2014 spielten Tony und Scott Tixier die Hauptrolle in einem Auftragswerk der Künstlerin Janet Cardiff. Sie improvisierten und komponierten auch die Musik für dieses Projekt, das Teil des Eröffnungsprogramms für die Stiftung Louis Vuitton war.
Seit 2015 spielt er in der Radio City Music Hall als Pianist für die NBC-TV-Show America’s Got Talent. 2016 trat er in der Late-Night-Show The Tonight Show Starring Jimmy Fallon auf und spielte in einer Tommy Hilfiger-Kampagne mit Topmodel Gigi Hadid. 2017 unterschrieb er als exklusiver Yamaha Artist Services Artist bei der Yamaha Music Corporation.

## Diskografische Hinweise
- 2006: Tony Tixier Trio: Fall in Flowers
- 2007: Electric Trane – solo
- 2009: Tony Tixier Septet: Parallel Worlds
- 2012: Tony Tixier Quartet: Dream Pursuit (Space Time Records)
- 2018: Tony Tixier Trio: Life of Sensitive Creatures (Whirlwind Recordings)
- 2020: I am Human (Tixmusic)
- 2021: T Tixier & D Freiss Moonshine (Tixmusic)

mit Scopes
- 2019: Ben van Gelder, Tony Tixier, Tom Berkmann, Mathias Ruppnig: Scopes (Whirlwind Recordings)
- 2021: Scopes: Age of Reasons (Whirlwind Recordings, mit Matt Chalk, Tom Berkmann, Mathias Ruppnig)

weitere
- 2007: Yvonnick Prene Group: Roll the Dice
- 2013: Renaud Gensane: Hapalemur
- 2017: Ryan J Lee: Strings
- 2019: Seamus Blake Quartet Guardians of the heart machine
- 2020: Hermon Mehari:  A Change for the Dreamlike